# Gilukhepa
Gilukhipa, Kilu-Hepa en llengua hurrita, o Kirgipaen en egipci de principis del segle xiv aC, va ser una dona noble mitanni. Era la filla de Shuttarna II, rei de Mitanni. Era germana de Tushratta (després rei de Mitanni), Biria-Waza i d'Artaixumara.

## Biografia
| k · y | r · g | y | pA | B1 |

| k · y | r · g | y | pA | B1 |

Per raons polítiques, van enviar a Gilukhepa a Egipte per unir-se a Amenofis III en matrimoni. El faraó egipci va fer un número especial d'escarabeus commemoratius amb motiu del seu matrimoni amb Gilukhipa en el seu 10è any regnat (aproximadament entre els anys 1378 al 1376 aC), on va registrar que la princesa va anar acompanyada de 317 dames d'honor, dones del palau reial del rei Mitanni.
A Gilukhipa se la va conèixer com la "Esposa Secundària del Rei", el que vol dir que era una muller secundària de la reina Tiy, Gran Esposa Reial d'Amenofis III.
Vint-i-sis anys després, la seva neboda Tadukhepa també es va convertir en l'esposa d'Amenofis.